# ポピュラス ザ・ビギニング
ポピュラス ザ・ビギニング (Populous: The Beginning) は、1998年にブルフロッグによって開発されたリアルタイムストラテジー・ゴッドゲーム『ポピュラス』シリーズの第3弾である。本作ではシリーズで初めて3DCGが用いられた。プレイヤーが神となって忠実な信者を導く前作までとは異なり、本作では、プレイヤーは部族を直接率いて、敵対する他部族と対峙するシャーマンを操作するものとなった。
全25面のシナリオを通して、プレイヤーは部族を率いて、敵部族の支配下にあり新たな魔力の源のある太陽系を攻略していき、最終的にシャーマンが神となることを目標としている。本作は前作までと大きく異なるため、様々な評価があり、素晴らしいグラフィックが評価される一方で、リアルタイムストラテジーゲームやゴッドゲームのAIとしてはあまり良くないとの批判もある。PC版は1998年11月30日に、プレイステーション版が後に開発され、1999年4月2日に発売された。

## システム
本作では、プレイヤーは女性のシャーマンと彼女を信奉する部族を操作する。前作までとは異なり、本作では建物を建てたり、敵を攻撃したりといった命令を出すことで従者の行動を直接操作する。シナリオでは、プレイヤーはダキニやマタク、チャマラといった太陽系を支配する敵部族と戦わなければならない。敵部族にもシャーマンがおり、後半では1つの面に3部族全てが配置されている。このゲームの目標は他の部族を滅ぼすことであるが、それを達成するためには、プレイヤーは、敵部族同士を戦わせたり、ストーンヘッドや敵部族の技術を手に入れられる「知識の部屋」といった特別な「遺跡」への礼拝をすることで得られる「スペル」と呼ばれる魔法を駆使することが重要になったり、敵を数的に圧倒しさえすればよいこともある。本作では、新しいユニットは小屋で自動的に生成され、従者の産み出すマナと呼ばれる信仰の力を消費するだけで、ある能力に特化した従者を訓練することができる。新しい建物を建てる際には木材のみが必要である。
本作のゲーム画面は高さを調節でき、360°回転可能なカメラによる立体的な第三者の視点であり、プレイヤーは惑星の地形に沿って素早く動かすことが出来る。戦場の霧の無いマップ上では、プレイヤーは敵部族が何をしているかを常に見ることができる。3Dアクセレーターの強力な支援により、プレイヤーは16ビットあるいは32ビットカラーでゲーム画面を見ることができる。風景や刻々と変化する建物の建設や従者の行動についても同様である。
プレイヤーは戦闘において有利、不利のある何種類かの異なった従者を指揮する。最も一般的なユニットは「勇士」であり、繁殖力が高くマナの生産が多い、さらに小屋やタワー、および養成施設などを建設することができる。養成施設に従者を入れマナを消費することで、格闘戦を得意とする従者「戦士」、打たれ弱いが遠距離戦に特化した「炎の戦士」、敵従者を寝返らせる（および敵の伝道師による寝返りを阻止する）「伝道師」、敵の従者に紛れ建造物の破壊を行う「スパイ」などに従者を転職させることが出来る。シャーマン自身はかなり弱いものの、プレイの間は何度でも転生することができる。シャーマンは攻守の様々な場面で使える数々のスペルにより、ゲームの主軸になっている。スペルは従者や建造物が産み出すマナがチャージされると使うことができる。スペルによってはマップにはじめから設置されている施設を制圧することで手に入るものがあるが、チャージすることが出来ず1度あるいは数回しか使うことができない。スペルの例として、「土地隆起」は地形を操作することができ、海底を隆起させることによって海を渡る橋を作ることなどができ、「ハチの大群」はハチの大群を発生させることで敵の隊列を乱すことができ、「竜巻」は名前の通り竜巻を発生させて建物を破壊することができる。スペルの総数は26個であり、シナリオを通して徐々に覚えていくこととなる。
本作では多人数プレイにも対応しており、モデムによる接続やLAN、IPXのほか、TCP/IPによ"matchmaker" マッチメーカーがある。有志による他のマッチメーカークライアントもあり、ミラーサイトからダウンロードすることができる。本作では最大4人までの対戦に対応している。

## 概要

### 世界観
本作では、地球が舞台ではなく、25の名も無き惑星による惑星系が舞台となっている。未来なのか過去なのかについては説明が無く、一見現実世界と切り離されているように見える宇宙についても同様である。惑星の多くは木々の点在する草原に覆われており、それ以外の惑星は火山性の世界や、殆どを水に覆われた惑星など、荒廃した地形が目立っている。各惑星には異なる4つの人間の部族が暮らしており、色で分けられている。緑色が「マタク」、黄色が「チャマラ」、赤色が「ダキニ」、そして青色がプレイヤーの操作する部族であり、「フマラ」と呼ばれる。全ての部族は1人の女性シャーマンに従属しており、シャーマン以外に女性は存在しない。全ての従者は男性である。各部族は、理由は不明であるが他の部族と敵対している。組織化された部族の他に、「野人」と呼ばれる樹木や水面の辺りで群れを成す原住民が存在する。彼らから攻撃してくることも、彼らが攻撃を受けることもないものの、プレイヤーはシャーマンの「コンバート」と呼ばれるスペルを使うことによって野人を自らの部族に引き入れることができる。動物や非人間の生物は存在しない。データとしては鳥（鷲）が存在し、空を自由に飛びまわるが、本編には使用されなかった模様。熱気球の使用という少数の例外はあるものの、ポピュラス世界における人々の技術レベルは原始的である。戦いは剣や拳で行われ、全ての建物は木造である。

### ゲームの流れ
本作は前2作より以前の話である。プレイヤーは青色の部族を操作し、惑星系の殆どを支配する3つの敵部族と戦わせることになる。シャーマンであるプレイヤーの最終目標は、惑星系の全ての敵部族を滅ぼすことによって神となることである。プレイヤーは太陽から最も離れた惑星からスタートし、各惑星で戦いを行う。ゲームの進行とともに、シャーマンはより強力になる敵を倒すために新たな施設の技術やスペルを覚える。プレイヤーの勝利条件は敵対勢力の全滅、場合によっては特定の行動を行うことである。プレイヤーのシャーマンもしくは彼女を信奉する従者が生き残っていなければプレイヤーの敗北である。他部族を撃退したとき、シャーマンは神となり、彼女の従者が最終決戦でマタクやチャマラ、ダキニを征服するのである。

## 拡張パック
ポピュラス ザ・ビギニングの多人数プレイを支援するため、ブルフロッグは拡張パック『Populous: The Beginning - Undiscovered Worlds』を1999年に発売した。この拡張パックはイギリス国内のみで使用することができた。追加されたのは12面の1人用ステージと12面の多人数用ステージであり、ポピュラス ザ・ビギニングの続きから始まる。プレイヤーは新たなシャーマンを操作して惑星系の平和を取り戻すことになる。
ステージには天災が敵を襲うものや、砦を攻略するものなど、個性的なステージが多くみられる。

## 開発
本作はシリーズで初めて、全体に3Dグラフィックを用いて開発されたゲームである。プロデューサーのスチュアート・ホワイトは「我々はこれほど素晴らしいソフトウェアに携われたことを誇りに思っている」と述べている。本作は『ポピュラスII』から4年以上が経過して発売された。開発者たちは、非常に斬新なことをするために、ハードウェアのスペックの進化を待っていたのが遅れの原因であると述べている。本作は『ポピュラス』の生みの親であるピーター・モリニューが、ブルフロッグを去りライオンヘッドスタジオを設立したため、彼が関わらなかった最初の作品でもある。元々このゲームは『The Third Coming』というタイトルであったが、1998年後半に完全にプレイできるベータ版が発表されたときに変更されている。プロジェクトリーダーであるアンディ・ライトは『コマンド&コンカー』のようなよく似たゲームとの差別化を図るとともに、ポピュラスシリーズの出発点という意味を与えた。賢い村人と地形の改良という要素について、彼は「そういった作品には見出せなかったあらゆる段階のプレイ方法を加えた」と述べている。一方で、開発者たちが技術的制約のために削らざるをえなかった部分もある。例えば、過去のポピュラスに存在した「伝染病」 (Plague) というスペルはあまりにもストレスがたまるものであったため、削除されている。音楽は1997年にブルフロッグのチームに参加したマーク・ナイトによるものである。

## 評価
| 評価者        | 点数                    |
| ------------- | ----------------------- |
| IGN           | 8.6/10                  |
| GameSpot      | 7.5/10                  |
| GamePro       | 4.5/5 (Editor's Choice) |
| Edge          | 8/10                    |
| Game Rankings | 80% (評価数17)          |

ポピュラス ザ・ビギニングの発売時には、全体として好意的に受け止められた。評価者は特に最先端の3Dグラフィックに魅力を感じている。ゲーム雑誌『Edge』では「過去のブルフロッグのゲームは常にグラフィックよりもゲーム性に重きを置いていたが、もはやそのようなことは無くなった」と伝えている。ゲーム情報サイト『GameSpot』の評価者は前作の『ポピュラスII』のような、若干の変更をした続編という安全な選択肢を捨てて、シリーズの大胆な刷新がなされたことを評価している。『Computer and Video Games』では第1作よりも「良いゲームである」と評価している。
本作についての批判としてよくあるのが従者の操作の難しさである。本作のAIは従者に建物を自動的に建てることを可能にする一方、激しい戦闘の最中においては、従者を操作することを難しくしてしまうのである。同様に、ゲーム情報サイト『IGN』では日常生活について自動的にプレイヤーの従者が行動することにより、マルチプレイヤーオプションであってもリプレイの価値が下がってしまうと伝えている。また、自動化がゲームを単純化しすぎており、ゴッドゲームとしてもリアルタイムストラテジーとしても成功していないという意見もある。『Edge』は厳格なゲーム形式はシリーズにとって目新しいものであったが、そのために注目されにくいとの評価を下している。ゲーム雑誌『PC Gamer』はシナリオについて「同じことの繰り返しに痺れを切らした」とさえ書いている。発売後しばらくしてからの評価では、本作がシリーズを終わらせてしまったというものもある。寛大な表現であるが、ゲーム雑誌『GamePro』は次のように書いている。「『ポピュラス ザ・ビギニング』は悪いゲームではない。むしろ全くもって良いゲームである。ただしポピュラス本来の持ち味がない別のゲームである」と。